# Atractodes acuminator
Atractodes acuminator är en stekelart som beskrevs av Per Abraham Roman 1909. Atractodes acuminator ingår i släktet Atractodes och familjen brokparasitsteklar. Arten är reproducerande i Sverige. Inga underarter finns listade.